# Naquiate Canum
Naquiate Canum (Nakihat Khanum) foi um rainha consorte safávida de origem circássia, a primeira esposa do xá Abas II (r. 1642–1666). Originalmente uma concubina, foi a mãe do sucessor de Abas, Solimão I (r. 1666–1694). Junto com outras mulheres da corte, Naquiate deixou patrimônio aos templos xiitas no Iraque, que estiveram "formalmente" sob controle otomano desde o Tratado de Zuabe de 1639.